# Янагимати, Мицуо
Мицуо Янагимати (яп. 柳町光男, р. 2 ноября 1945) — японский кинорежиссёр, сценарист и кинокритик. Широко известны ранние совместные работы Янагимати с писателем Кэндзи Накагами. В числе основных тем работ — дезориентация молодёжи и человека вообще в современном урбанизированном пространстве. Киноязык отличается поэтичностью и богатой символикой.

## Биография
Родился в г. Усибори (современный Итако) префектуры Ибараки. После окончания школы переехал в Токио для поступления в университет. Окончил юридический факультет Университета Васэда. Уже в студенческие годы начал пробовать себя как сценарист. После непродолжительной работы по специальности в 1969 году окончательно сменил профессию и стал принимать участие в съёмках фильмов в качестве ассистента режиссёра. Работал под началом режиссёра Ацуси Яматоя на студии «Тоэй». В 1974 году основал собственную независимую кинокомпанию (существует до сих пор). Как режиссёр дебютировал в 1976 году со снимавшейся в течение двух лет документальной лентой, посвящённой крупнейшему клану босодзоку «Black Emperor». Фильм получил название «Да везёт тебя Бог! Black Emperor» (ゴッド・スピード・ユー! BLACK EMPEROR). Несмотря на более чем скромную премьеру, состоявшуюся в тесном кругу, фильм постепенно привлёк с себе широкое внимание.
Первым художественным фильмом стала одноимённая экранизация «Карты девятнадцатилетнего» (十九歳の地図, 1979), одного из ранних произведений Кэндзи Накагами в соавторстве с которым и был снят фильм. За этой работой последовали фильмы «Прощайте, родные края» (さらば愛しき大地, 1982), «Праздник огня» (火まつり, 1985, сценарий вновь написал Накагами) и «О любви, Токио» (愛について、東京, 1993), закрепившие за Янагимати репутацию одного из наиболее талантливых режиссёров Японии второй половины XX века. В 1990 году Янагимати была снята «Китайская тень» (チャイナシャドー, по мотивам удостоенного премии Наоки произведения Масааки Нисики), международная картина, созданная в сотрудничестве Японии с Гонконгом, Китаем и Тайванем.
В 2001—2003 годы Янагимати работал преподавателем в Университете Васэда. По мотивам этого своего педагогического опыта им был создан фильм «Не знаю я никакого Камю» (カミュなんて知らない, 2005), демонстрировавшийся в рамках конкурсной программы Каннского кинофестиваля.

## Фильмография
- 1976 — «Да везёт тебя Бог! Black Emperor» (ゴッド・スピード・ユー! BLACK EMPEROR). Документальный фильм, 16 мм, ч/б.
- 1979 — «Карта девятнадцатилетнего» (十九歳の地図)
- 1982 — «Прощайте, родные края» (さらば愛しき大地)
- 1985 — «Праздник огня» (火まつり)
- 1990 — «Китайская тень» (チャイナシャドー)
- 1993 — «О любви, Токио» (愛について、東京)
- 1995 — «Путешественник Пао Чжанфу» (旅するパオジャンフー). Документальный фильм.
- 2005 — «Не знаю я никакого Камю» (カミュなんて知らない)